# Five Finger Death Punch
Five Finger Death Punch é uma banda de metal norte-americana de Las Vegas, Nevada, fundada em 2005. A banda foi batizada com esse nome, como um aceno para o cinema de artes marciais. A banda era composta originalmente pelo vocalista Ivan Moody (ex-Motograter), pelo guitarrista Zoltan Bathory (ex-U.P.O), pelo guitarrista Caleb Bingham, pelo baixista Matt Snell e pelo baterista Jeremy Spencer (ex-W.A.S.P). Em 2006, Bingham foi substituído pelo guitarrista Darrell Roberts (ex-W.A.S.P.), que, por sua vez, foi substituído pelo guitarrista Jason Hook (ex-Alice Cooper) em 2009. Snell saiu da banda em 2010 e foi substituído por Chris Kael em 2011.
Seu primeiro álbum, The Way of the Fist, foi lançado em julho de 2007 e já vendeu mais de 420 mil cópias. Seu segundo álbum intitulado War Is the Answer, foi lançado em setembro de 2009. O álbum já vendeu mais de 44.000 na primeira semana de lançamento, e tem atualmente mais de 260.000 cópias vendidas. O terceiro álbum da banda, American Capitalist, foi lançado em 11 de outubro de 2011. Os três álbuns seguintes — The Wrong Side of Heaven and the Righteous Side of Hell, Volume 1 (2013), The Wrong Side of Heaven and the Righteous Side of Hell, Volume 2 (2013) e Got Your Six (2015) — foram todos certificados como Ouro, fazendo do Five Finger Death Punch uma das mais bem sucedidas bandas de heavy metal da década. A banda já esteve em muitas grandes turnês e festivais, incluindo Korn's Family Values e Bitch We Have a Problem Tours. Estiveram também no Mayhem Festival em 2010, e tocaram no palco principal do Download Festival do Reino Unido em 2009 e 2010, e em 2014 também teve seu espaço no KnotFest. A banda lançou seu sétimo álbum de estúdio, And Justice for None, em 2018.

## História

### Primeiros anos e o The Way of the Fist (2005-2009)
O Five Finger Death Punch foi formado em 2005 após o guitarrista húngaro Zoltan Bathory deixar a banda U.P.O.. Após sua saída ele chamou Jeremy Spencer, (ex-baterista do W.A.S.P.) e Matt Snell (ex-baixista do DeadSett). No início de 2006, ele entrou em contato com o ex-vocalista do Motograter, Ivan Moody, através do MySpace para assumir o vocal da banda. Moody foi de Denver, Colorado à Los Angeles, Califórnia para gravar o material com a banda. Ele foi aceito e a banda entrou em estúdio para gravar seu primeiro álbum The Way of the Fist. O álbum foi gravado com Stevo "Shotgun" e Mike Sarkisyan, e foi mixado pelo guitarrista Logan Mader. Depois de procurar por um segundo guitarrista, eles encontraram Caleb Bingham, que tocou alguns shows com a banda, mas mais tarde foi substituído por Darrell Roberts. Pouco tempo depois eles assinaram um contrato com a empresa Firm Music, uma filial da The Firm. Em 10 de julho de 2007 eles lançaram um EP, Pre-Emptive Strike, exclusivamente através da American iTunes Store. O primeiro single do álbum, "The Bleeding", foi lançado em 13 de julho de 2007. The Way of the Fist foi lançado pouco tempo depois, 31 de julho de 2007. O álbum entrou na Billboard 200 e foi premiado com ouro em 2011.
De 30 de julho a 2 de setembro de 2007 a banda entrou em sua primeira grande turnê como um dos ato de apoio à Korn's Family Values Tour. Eles também foram a turnê do Bitch We Have a Problem de 22 de setembro à 27 de Outubro. Eles entraram em turnê de janeiro a março de 2008 com Chimaira e All That Remains, mas o vocalista Ivan Moody desenvolveu cistos em suas cordas vocais, portanto foram obrigados à se retirar. Moody fez tratamento completo e eles começaram uma nova turnê. Eles apoiaram o Disturbed na Indestructible US Tour de Abril a Maio de 2008.
Em 13 de maio de 2008 foi re-lançado o álbum “The Way of the Fist”. O re-lançamento possui três faixas bônus. Uma das faixas “Never Enough” foi lançado como segundo single em 15 de julho de 2008 superando o sucesso de "The Bleeding". Em 6 de agosto o vídeo de "Never Enough" foi lançado. Mais tarde naquele ano, eles eram uma parte dos Mayhem Festival 2008 tocando ao lado de Machine Head, Airborne e Walls of Jericho. Um vídeo foi liberado para a faixa-título de “The Way of the Fist em 11 de setembro de 2008. Eles lançaram seu terceiro single "Stranger than Fiction" em 17 de setembro de 2008. A Spinefarm Records lançou “The Way of the Fist” no Canadá em 04 novembro de 2008 e na Europa em 19 de janeiro de 2009.
No inicio de 2009, houve rumores que Darrel Roberts foi demitido da banda. Em 20 de janeiro a banda confirmou que ele não estava mais na banda e ele seria substituído pelo ex-guitarrista do Alice Cooper, Jason Hook. Five Finger Death Punch foi uma das bandas de heavy metal, juntamente com Zakk Wylde, Machine Head, Avenged Sevenfold e Evile que gravou um cover de uma canção do Pantera para a Metal Hammer , o CD Getcha Pull: A Tribute to Dimebag Darrell. Em fevereiro de 2009, eles viajaram para o Reino Unido com o Lamb of God, que também tocou no Metal Hammer's Defenders Of The Faith Festival Tour, juntamente com Dimmu Borgir. Em março de 2009, tocaram em uma outra turnê. Terminaram o apoio ao seu primeiro álbum, tocando no palco principal do Download Festival 2009 e ganhando Golden Gods Metal Hammer's Award para "Melhor Banda Nova".

### War Is The Answer(2009–2010)
O segundo álbum da banda, “War is The Answer”, foi lançado em 22 de setembro de 2009. Foi produzido por Kevin Churko (Ozzy Osbourne) e mixado por Randy Staub (Metallica, Stone Sour, Nickelback). O álbum atingiu a posiçao n.º 7 da Billboard 200, e vendeu mais de 44.000 cópias na primeira semana de lançamento. O primeiro single do álbum, "Hard to See" entrou no top dez das rádios de rock americanas depois de duas semanas nas paradas.
Para promover o álbum “War is the Answer”, o Five Finger Death Punch embarcou na turnê "The Shock and Raw" US Tour. O Shadows Fall foi o principal apoio da turnê, com suporte adicional proveniente do Otep e 2cents. Após terminar a turnê americana, o Five Finger Death Punch levou a Shock and Raw tour para a Europa, finalizando com uma série de shows no Reino Unido. A abertura para a turnê britânica foram as bandas Rise To Remain e Magnacult. O segundo single do álbum, “Walk Away”, foi lançado em 2 de novembro de 2009, alcançando a posição nº7 na Billboard Hot Mainstream Rock Tracks. O álbum também lançou dois singles no Reino Unido, "Dying Breed", lançado em 16 de novembro de 2009 e "No One Gets Left Behind", lançado em 8 de março de 2010.
Em março de 2010, a banda viajou para o Iraque e tocou cerca de 10 shows para as tropas norte-americanas. A banda foi também um dos Headlinners no Metal Hammer Hammerfest II Festival, realizado no País de Gales. Uma canção chamada “Bad Company”, cover da banda Bad Company, foi lançada como quinto single fora do álbum. A canção alcançou a posição nº 17 na Billboard Hot Mainstream Rock Tracks, e foi feito em um vídeo com imagens de suas experiências enquanto estiveram fazendo shows no Iraque. Eles organizaram um episódio do Headbangers Ball em 18 de maio de 2010 na MTV2. Eles tocaram na Earth Day Birth Day em 1 de maio de 2010 ao lado Korn, Trivium, Chevelle, Papa Roach, Sevendust and Hellyeah.
Por sua maneira de tocar Jeremy Spencer, Zoltan Bathory e Matt Snell foram detidos pela policia alemã, no aeroporto de Munique. A polícia do aeroporto de Nuremberga, comunicou que eles portavam armas brancas. O imprevisto foi rapidamente solucionado e a banda tocou normalmente no Rock Am Ring e no simultâneo Rock Im Park. Um vídeo da música "Bad Company " foi lançado em 11 de junho, 2010 com imagens da banda tocando para as tropas dos Estados Unidos no Iraque.
Em 17 de junho de 2010, eles publicaram um livro contendo as tablaturas para guitarra das músicas dos dois primeiros álbuns – são elas: "Ashes", "The Bleeding", "Bulletproof", "Canto 34", "Dying Breed", "Hard To See", "Never Enough", "No One Gets Left Behind", "A Place To Die" e "The Way of the Fist". O livro foi lançado pela Hal Leonard Publishing Corporation.
Five Finger Death Punch tocou também no Download Festival 2010 ao lado de Rage Against the Machine, Deftones, Megadeth, Lamb of God and Hellyeah no dia 12 de junho de 2010. Durante a reprodução de “Dying Breed”, o set foi cortado devido pois muitas pessoas estavam “surfando” através da multidão ao palco. Eles foram autorizados a tocar uma ultima música, esta foi “The Bleeding”. Em 14 de junho eles tocaram um set curto no “The Gods Metal Hammer Golden Awards” e ganhou o “Best Breakthrough Band". O guitarrista Zoltan Bathory ganhou o "Dimebag Darrell Shredder Award", apresentado pelo ex-Pantera e atual baterista do Hellyeah, Vinnie Paul. Eles tocaram no palco principal do Mayhem Festival de 10 de julho à 14 de agosto de 2010, com Korn, Rob Zombie and Lamb of God. Em 17 de agosto de 2010 eles tocaram as músicas "Bad Company" e "Hard to See" no show da ABC "Jimmy Kimmel Live!
A banda vai fazer uma turnê norte-americana na primavera com Godsmack. Estarão tocando ao lado de Korn, Ozzy Osbourne, Avenged Sevenfold e Motörhead no Loud Park Festival 10 em 16 e 17 de outubro no Saitama Super Arena localizada em Saitama City, Japão. A banda entrará para gravar seu terceiro álbum em novembro de 2010. O álbum tem data de lançamento prevista para Abril ou Maio de 2011 e será produzido por Kevin Churko, que também produziu o álbum anterior da banda, War Is The Answer.
Cerca de um mês após o lançamento do álbum "The Wrong Side of The Heaven & The Rightest Side of The Hell - Vol. 1" o álbum chega a posição nº 10 da "Billboard 200" e na "Independent Albums" chega a 1º posição do chart.

### Got Your Six(2015–2017)
Em 12 de dezembro, 2013, Five Finger Death Punch revelou em uma entrevista de rádio que já tinha começado a trabalhar em um sexto álbum de estúdio.
Em 14 de janeiro, 2015, Five Finger Death Punch anunciou as datas dos shows manchete US Primavera de 25 de abril a 09 de maio de 2015 e sua intenção de entrar em estúdio para compor e gravar um novo álbum.
Em 2 de maio de 2015, a banda lançou o título de seu sexto álbum, obteve sua Six, bem como um teaser para uma nova canção intitulada "Is not My Last Dance" em sua página oficial do Facebook, que foi programado para uma liberação 2015 28 de agosto de, mas mais tarde foi adiado por uma semana.
Em 19 de maio de 2015, a banda anunciou uma turnê norte-americana co-estrelando com amigos de longa data Papa Roach. Eles estarão promovendo o novo álbum e ser acompanhada de In This Moment como convidados especiais, com o apoio da From Ashes To New para a turnê. A banda também se apresentou no palco principal como parte do Download Festival 2015.
Em 22 de Julho de 2016, a banda divulga o videoclipe do single "I Apologize" a nível mundial, filmado no famoso Angelus Rosedale Cemetery em Los Angeles, que serve de "casa" a alguns dos já falecidos ícones do rock, desde Elvis Presley e Kurt Cobain a Amy Winehouse e Jimmy Hendrix.
A partir de Setembro de 2016, a banda embarcou em duas tours, a primeira baseada no Canadá, ao lado dos Papa Roach durante o mês de Setembro e a segunda nos Estados Unidos, ao lado dos Shinedown, desde Outubro até Dezembro. Ao mesmo tempo que anunciavam ambas tours, o álbum "Got Your Six" atingia o estatuto de ouro, apenas 10 meses após o seu lançamento.
Em 14 de Junho de 2017, banda anuncia que finalizariam a sua tour europeia com Tommy Vext, vocalista dos Bad Wolves, no lugar do vocalista Ivan Moody, por este se encontrar em reabilitação do seu conhecido abuso de substâncias. Vext mostrou-se honrado por partilhar o palco com a banda, dizendo também que se encontrava sóbrio já há 8 anos, empatizando com a luta de Moody.
Em 27 de Outubro de 2017, é anunciado o lançamento para 1 de Dezembro de um álbum intitulado "A Decade Of Destruction", com os melhores hits de Five Finger Death Punch, incluindo duas novas músicas ("Trouble" e "Gone Away"). Nesse mesmo dia, é lançado o single "Trouble", uma das duas novas músicas, a qual rapidamente chegou aos tops das músicas mais ouvidas do género, em menos de uma semana.
A 1 de Dezembro de 2017 é então lançado o álbum "A Decade os Destruction", ao mesmo tempo que a banda celebrava o estatuto de platina dos seus álbuns "American Capitalist" (2011) e "The Wrong Side Of Heaven And The Righteous Side Of Hell, Vol 1" (2013), juntando-se ao álbum "War Is The Answer" (2009), que obteve esse estatuto em 2016.

### And Justice For None(2018-presente)
A 13 de Março de 2018, a banda anunciou o lançamento do novo álbum "And Justice For None" para o dia 18 de maio de 2018. Ao mesmo tempo anunciaram também uma tour de verão nos Estados Unidos, ao lado dos Breaking Benjamin, com convidados especiais Nothing More e Bad Wolves, a iniciar a 16 de Julho até Setembro.
A 6 de Abril de 2018 é lançado o primeiro single do novo álbum, intitulado "Fake", anunciando que seria a primeira de três músicas a serem lançadas antes do lançamento oficial do álbum. A segunda, intitulada "Sham Pain", foi lançada a 19 de Abril de 2018, vindo mais tarde a ser lançado o videoclip a 9 de Maio de 2018. A 3 de Maio de 2018 é lançada a terceira música, intitulada "When The Seasons Change", sendo esta considerada uma das mais melódicas do álbum.

## Integrantes
| Atuais - Zoltan Bathory – guitarra (2005–presente), baixo (2005) - Ivan L. Moody – vocal, piano (2006–presente) - Jason Hook – guitarra, backing vocals (2009–presente) - Chris Kael – baixo, backing vocals (2010–presente) | Antigos - Jeremy Spencer – bateria (2005–2018), vocal (2005) - Caleb Andrew Bingham – guitarra, backing vocals (2005–2006) - Darrell Roberts – guitarra, backing vocals (2006–09) - Matt Snell – baixo, backing vocals (2005–2010) |

Músicos de turnês
- Philip Labonte – vocal (2016)[19]
- Tommy Vext – vocal (2017)[20]
- Charlie Engen – bateria (2018–presente)[21]

## Discografia

### Álbuns
- The Way of the Fist (2007)
- War Is the Answer (2009)
- American Capitalist (2011)
- The Wrong Side of Heaven and the Righteous Side of Hell, Volume 1 (2013)
- The Wrong Side of Heaven and the Righteous Side of Hell, Volume 2 (2013)
- Got Your Six (2015)
- And Justice for None (2018)
- F8 (2020)[22]
- AfterLife (2022)

### Singles
| Ano                         | Título                  | Melhor posição de chart | Melhor posição de chart | Álbum               |
| Ano                         | Título                  | US Alt.                 | US Main.                | Álbum               |
| --------------------------- | ----------------------- | ----------------------- | ----------------------- | ------------------- |
| 2007                        | "The Bleeding"          | —                       | 9                       | The Way of the Fist |
| 2008                        | "Never Enough"          | —                       | 9                       | The Way of the Fist |
| 2008                        | "Stranger than Fiction" | —                       | 16                      | The Way of the Fist |
| 2009                        | "Hard to See"           | 40                      | 8                       | War Is the Answer   |
| 2009                        | "Walk Away"             | —                       | —                       | War Is the Answer   |
| 2009                        | "Dying Breed"           | —                       | —                       | War Is the Answer   |
| "—" sem entrada nas paradas |                         |                         |                         |                     |